# Jasem Yacob
Jasem Yacob Sultan (Al Kuwait, 25 ottobre 1953) è un ex calciatore kuwaitiano, di ruolo centrocampista.

## Carriera
Fece parte della Nazionale di calcio del Kuwait che vinse la Coppa delle nazioni asiatiche nel 1980, che partecipò ai Giochi della XXII Olimpiade e al Campionato mondiale di calcio del 1982.

## Palmarès

### Nazionale
- Coppa d'Asia: 1

Kuwait 1980

### Individuale
- Capocannoniere della Coppa delle nazioni del Golfo: 2

1974 (6 gol), 1976 (9 gol)